# Mistrzostwa Świata w Kajakarstwie Górskim 2003
28. Mistrzostwa świata w kajakarstwie górskim odbyły się w dniach 22–27 lipca 2003 roku w niemieckim Augsburgu. Zawodnicy rywalizowali ze sobą w ośmiu konkurencjach: czterech indywidualnych i czterech drużynowych.

## Końcowa klasyfikacja medalowa
| Miejsce | Państwo           | Złoto | Srebro | Brąz | Razem |
| ------- | ----------------- | ----- | ------ | ---- | ----- |
| 1       | Czechy            | 3     | 1      | 1    | 5     |
| 2       | Słowacja          | 2     | 0      | 1    | 3     |
| 3       | Niemcy            | 1     | 3      | 2    | 6     |
| 4       | Francja           | 1     | 2      | 0    | 3     |
| 5       | Szwajcaria        | 1     | 0      | 0    | 1     |
| 6       | Kanada            | 0     | 1      | 0    | 2     |
| 6       | Holandia          | 0     | 1      | 0    | 1     |
| 8       | Austria           | 0     | 0      | 1    | 1     |
| 8       | Polska            | 0     | 0      | 1    | 1     |
| 8       | Stany Zjednoczone | 0     | 0      | 1    | 1     |
| 8       | Wielka Brytania   | 0     | 0      | 1    | 1     |

## Medaliści
| Konkurencja:           | Złoto: | Srebro:                                                                                           | Brąz: |
| C-1 mężczyzn           | Michal Martikán                                                                                             | Tony Estanguet                                                                                    | Stefan Pfannmöller                                                                                             |
| C-1 drużynowo mężczyzn | Słowacja · Alexander Slafkovský · Juraj Minčík · Michal Martikán                                            | Francja · Tony Estanguet · Emmanuel Brugvin · Patrice Estanguet                                   | Czechy · Tomáš Indruch · Jan Mašek · Stanislav Ježek                                                           |
| C-2 mężczyzn           | Niemcy · Marcus Becker · Stefan Henze                                                                       | Czechy · Jaroslav Volf · Ondřej Štěpánek                                                          | Słowacja · Pavol Hochschorner · Peter Hochschorner                                                             |
| C-2 drużynowo mężczyzn | Czechy · Jaroslav Volf i Ondřej Štěpánek · Jaroslav Pospíšil i Jaroslav Pollert · Marek Jiras i Tomáš Máder | Niemcy · Marcus Becker i Stefan Henze · André Ehrenberg i Michael Senft · Kay Simon i Robby Simon | Polska · Andrzej Wójs i Sławomir Mordarski · Jarosław Miczek i Wojciech Sekuła · Marcin Pochwała i Paweł Sarna |
| K-1 mężczyzn           | Fabien Lefèvre                                                                                              | David Ford                                                                                        | Helmut Oblinger                                                                                                |
| K-1 drużynowo mężczyzn | Szwajcaria · Thomas Mosimann · Mathias Röthenmund · Michael Kurt                                            | Holandia · David Backhouse · Floris Braat · Sam Oud                                               | Niemcy · Thilo Schmitt · Thomas Schmidt · Claus Suchanek                                                       |
| K-1 kobiet             | Štěpánka Hilgertová                                                                                         | Jennifer Bongardt                                                                                 | Rebecca Giddens                                                                                                |
| K-1 drużynowo kobiet   | Czechy · Štěpánka Hilgertová · Vanda Semerádová · Irena Pavelková                                           | Niemcy · Jennifer Bongardt · Claudia Bär · Mandy Planert                                          | Wielka Brytania · Helen Reeves · Heather Corrie · Laura Blakeman                                               |